# あさひサンライズホール
あさひサンライズホールは、北海道士別市にある文化ホールである。1994年に朝日町のホールとして開館し、2005年に朝日町が士別市と合併した後も運営を続けている。自主事業の実施により、「地域に対して開かれた、地域に根ざした公共ホールの在り方の成功事例」として評価されているホールである。
「優良ホール100選」。

## 施設竣工までの経過

### 建設検討委員会
平成の時代に入り、朝日町においては既存の公共施設の老朽化と利用の多様化や活発化に伴って、教育文化施設の新設が求められていた。1989年9月、文化拠点の設置を公約にした松葉昭参が町長に当選したことから、1990年6月、朝日町教育・文化センター（仮称）建設検討委員会が設置され、翌年3月に検討委員会が施設を生涯学習の拠点と位置付けた最終答申を町に提出した。

### 建設構想
1991年11月、建設に係る協議機関として、住民や町議会議員で構成される朝日町教育・文化センター（仮称）建設委員会が設置され、以降、委員会、議会、町の連携により建設構想が具体化された。

### 名称
1991年12月、全町民に施設の名称を公募。1992年3月に応募総数130点の中から、建設委員会の選考により、朝日中学校教頭の寺沢孝之の発案による「サンライズホール」に決定した。この当時は「朝日町サンライズホール」と呼ばれていた。

### 建設
1992年10月、中原建設設計事務所の工事監理のもと、竹中工務店ほか12の施工者により、1994年1月に竣工。総事業費は約27億円と、当時の町の一般会計に匹敵する額となった。この一部にはふるさと創生事業が活用されている。そして、1994年9月1日に開館した。

## 設立以降

### 朝日町時代
1994年9月2日に最初の町民招待講演として桂銀淑コンサートなどが開催され、その後1年間にわたり杮落しコンサート公演などが開催された。
1995年度からは高校生の吹奏楽の合宿利用が始まった。滞在型合宿で地元利用者を対象にワークショップ・コンサートなども行われている。旭川市から近いこともあり、合宿利用は堅調に推移した。2002年度から演出家串田和美の主催するKushida Working in Hokkaidoが開催されたり、和太鼓集団の鬼太鼓座の合宿が行われたりするようになった。2005年には串田のプロジェクトの成果として、ベルトルト・ブレヒトの『コーカサスの白墨の輪』がサンライズホール、富良野演劇工場、札幌市教育文化会館で上演された。
開館以来、自主企画事業の展開をし、これが「ホール運営の目玉」として位置づけられている。1998年12月に自主事業は第100回目を迎えたが、300席というキャパシティでは公演事業のすべてをまかなえず、朝日町の補助金に加え、北海道、財団法人地域創造などの助成を受けている。自主事業100回のうちに黒字になった事業はひとつもなかったが、それでも町づくりの事業と考えて継続した。
参加型事業展開は、2003年度、札幌在住の演出家・斎藤千鶴が1年間朝日町に居住し演劇製作体験のプログラムをスタートさせ、2004年3月には市民参加劇製作を開始した。一作目は「体験版　芝居で遊びましょ♪　『明日も陽だまりで』（高橋聡　作／斎藤千鶴　演出）」であり、以降、シリーズ化し1年1本のペースで製作している。基本的にオーディションを実施しておらず、希望者は皆出演できるが、それでもある程度のクオリティを担保することを目指している。また、ホールへ出向く機会の少ない住民へのアウトリーチとして、学校・企業・病院で舞台芸術に触れる機会を提供している。

### 合併後
2005年9月1日、士別市との合併で「朝日町サンライズホール」を「あさひサンライズホール」に変更した。サンライズホールはこの地域で唯一、自主事業を行っていたホールとして知られており、合併段階ではサンライズホールの活動を削減しないようにして欲しいという意見が出ていた。こうしたこともあり、朝日町は市町村合併後も一定の自治権を認められた合併特例区に指定され、さらに特例区としては珍しく、ホールの事業を維持するだけではなく全市に拡大させる方針がとられた。合併前は朝日町の小中学校2校のみに対して行われていた、子どもとその教員に実際にダンスなどの表現活動を体験してもらう「子ども芸術劇場」のプロジェクトは、合併後に士別市内の17校を対象としたものに拡大された。
合併以降も鑑賞型事業、参加型事業、アウトリーチ事業・ワークショップ、レジデント事業を行っている。2006年度では自主企画事業の公演回数は236回、2021年3月時点では「体験版　芝居で遊びましょ♪」は18回製作されている。2006年度のアーティスト＆コーディネーターとして、青木万央、あんみ通、家田紀子、イナダ、内田紳一郎、衛紀生、鬼太鼓座、串田和美、清田真幸、鈴木勝英、高橋聡、瀧田亮子、千田拓一郎、西田豊子、はたけやま裕、藤原藍子、森さゆ里の名前が挙げられている。
2020年4月から5年間、一般社団法人舞藝舎が指定管理者となり、士別市に代わって施設の管理運営を担うことになった。
2020年、新型コロナウイルス感染症の影響により、同年4月22日から5月25日まで休館し、2021年度も複数回休館した。関係者が感染したことにより中止された公演もあった。2020年度は自主公演14本のうち9本が中止され、2021年度は12本のうち3本が中止された。

## 施設

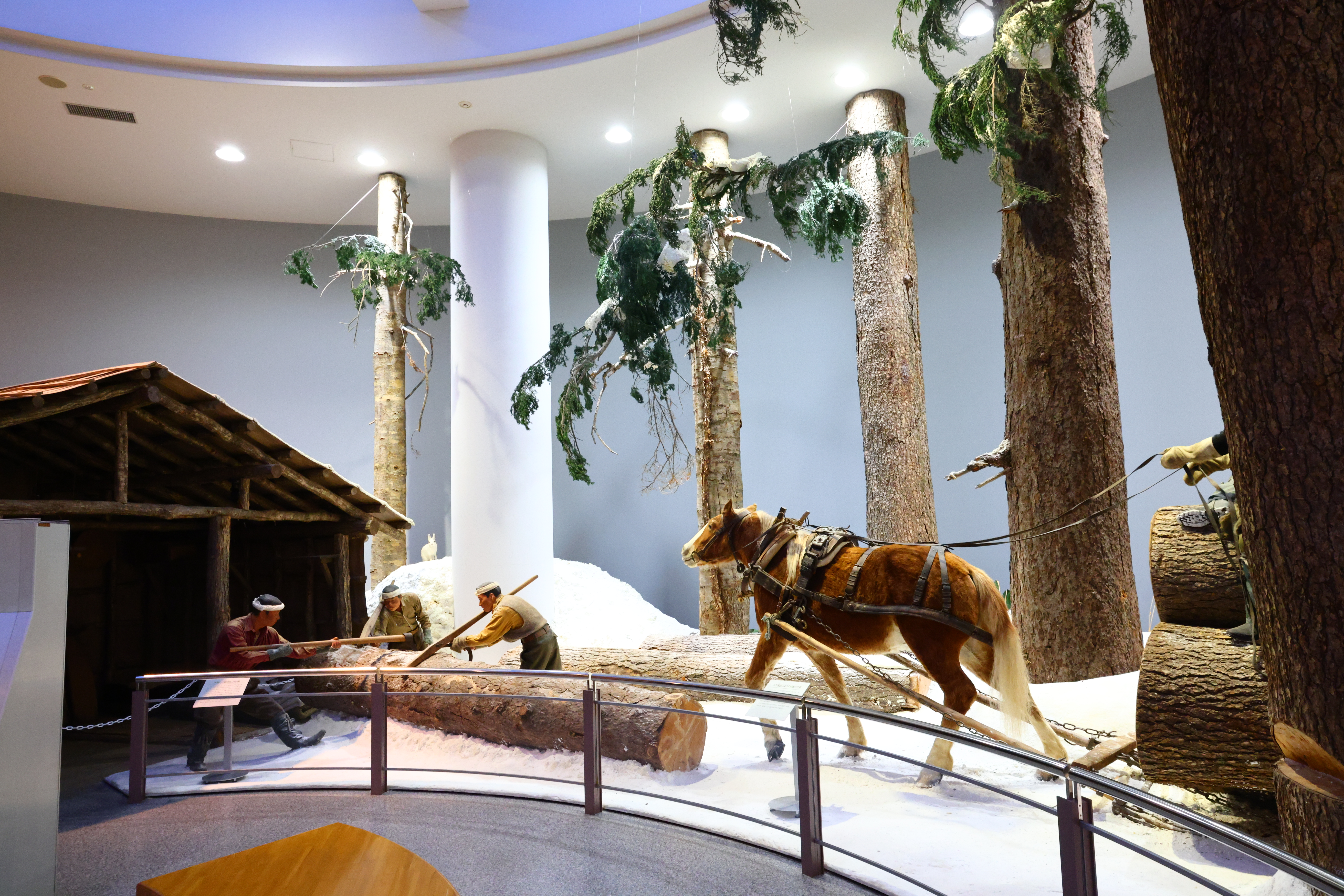
いこいの広場にある展示

ホールの敷地は士別市朝日町字中央4038番地、建築面積3477.25平方メートル、延べ床面積4286.05平方メートル、総面積は12,680.6平方メートルで、規模構造は鉄筋コンクリート造、地下1階・地上2階の特定建築物である。
1階にはエントランスホール、いこいの広場、テシウシの間、こだまホール、事務室、図書室、会議室、和室、調理実習室、研修室2部屋がある。2階には視聴覚室、美術工芸室、文化サークル室がある。
1階エントランスホールは、吹き抜けの広い空間で全体が円形の曲線でできており、やわらかなデザインである。いこいの広場は、入館しエントランスホール右側の円形スペースである。天井に時間ごとに変化する空が描かれており、朝日町の自然や動植物（エゾシカ・ヒグマ・鳥類など）、厳冬期に丸太を運ぶ馬橇や造林作業の杣夫らが展示されている。実際に山から切り出した樹齢300年以上のエゾ松も展示されている。また、外周には開拓時代に利用されていた森林鉄道があり、開拓当時の2.5分の1のスケールのジオラマも展示されている。
こだまホールは、300席の多目的ホールである。コンサート、演劇、講演会など幅広い文化活動に利用ができる。舞台公演に対応した音響、舞台設備が備えられている。ここがサンライズホールのメインホールであるが、利用者人口を勘案して比較的小規模なキャパシティになっている。
ホール前の3箇所で車が100台駐車できる。隣接している市有地を含めると計250台まで駐車できる。
2階には、簡易防音された視聴覚室があり、プロジェクター、VTR編集機、音響ソースが整備されている。ビデオを視聴することもでき、会議でも使用できる。また、備品等を設置していない美術工芸室、町内の文化財団体に開放されている文化サークル室がある。

## 評価
開館から2011年度まで、年間約4万6000人がサンライズホールを訪れており、近隣地域の人口が6万6200人であることを考慮すると、その7割程度が年に1度来館しているという算定がある。開設当初から行われた多くの鑑賞事業、自主事業は市民の集う場となり、石黒広昭は自著のなかで社会包摂的活動としての演劇実践が日本におけるよきモデルケースであると評している。「地域住民が自然に舞台芸術に親しむ環境を提供することに成功している事例」として評価されている。

### 受賞
地域コミュニティの文化活動拠点として位置付けられたサンライズホールは、その多機能性、建築性が評価され、1995年に平成7年度北海道赤レンガ建築奨励賞を受賞している。
2000年には音響家が選ぶ優良ホール100選のうちのひとつに選ばれた。
住民参加の開かれた運営が評価され、地域に貢献したコミュニティ・ホールとして2005年に平成17年度第2回JAFLAアワード（総務大臣賞）受賞施設となった。